# Cimetière du Mont-Valérien
Ne doit pas être confondu avec Cimetière-parc du Mont-Valérien, Cimetière américain de Suresnes ou Cimetière Voltaire de Suresnes.
Le cimetière du Mont-Valérien est une expression courante qui désigne indifféremment l'un ou l'autre des deux cimetières séparés par un escalier, construits sur un versant du mont Valérien par la société des Missions de France, sous la houlette de l'évêque Charles de Forbin-Janson entre 1823-1824 et 1830 :
- le cimetière du Midi-Notre-Dame-des-Sept-Douleurs pour les ecclésiastiques[1] ;
- le cimetière Nord-Saint-Joseph pour les laïcs[1].

Abandonné, il se trouve de nos jours au sein de la forteresse du Mont-Valérien.

## Histoire

Schéma figurant les deux cimetières séparés par l'escalier des cents marches, avec au sommet le calvaire (de nos jours remplacé par la forteresse du Mont-Valérien).

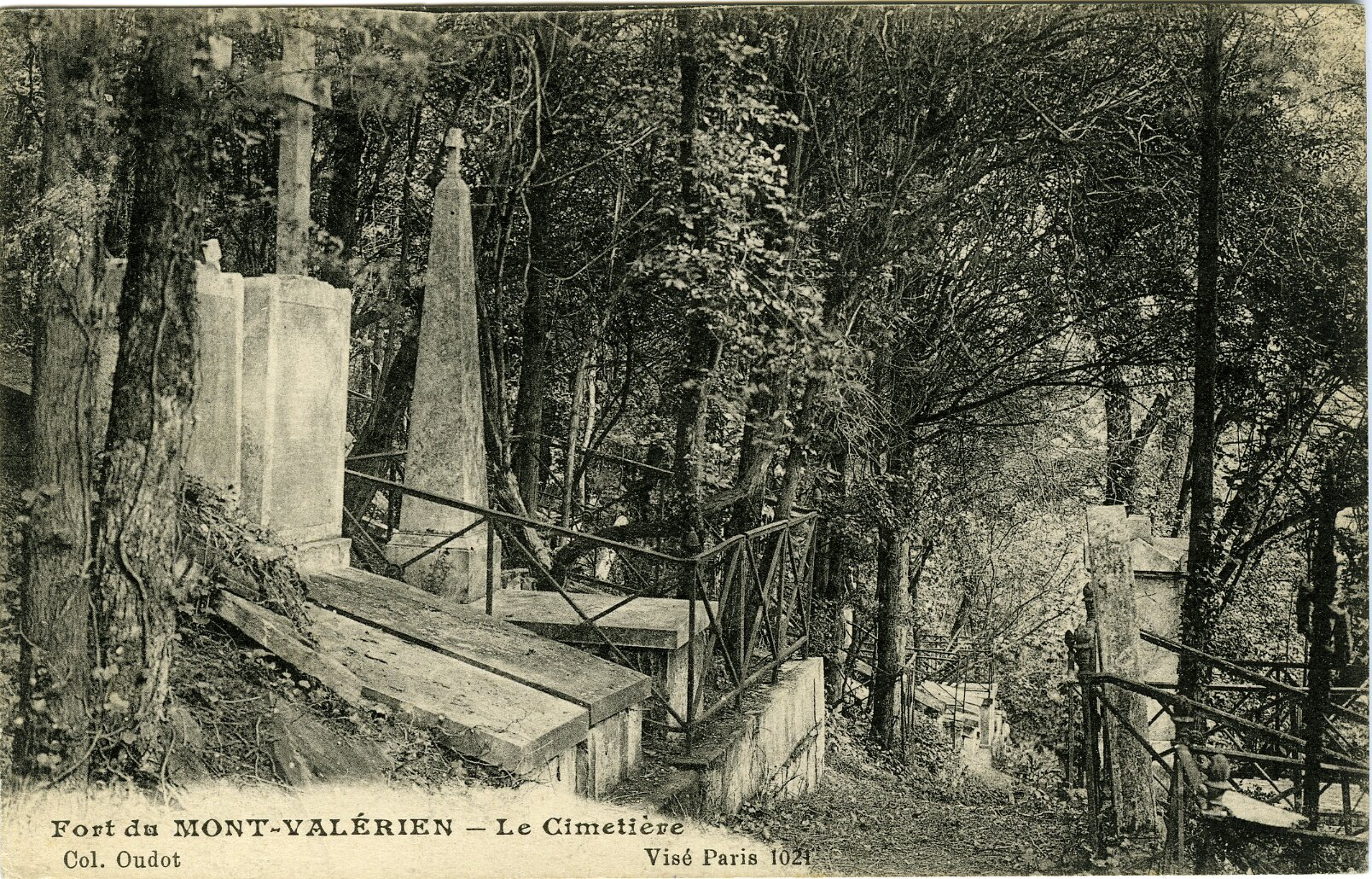
Tombes du cimetière au tournant du XXe siècle.

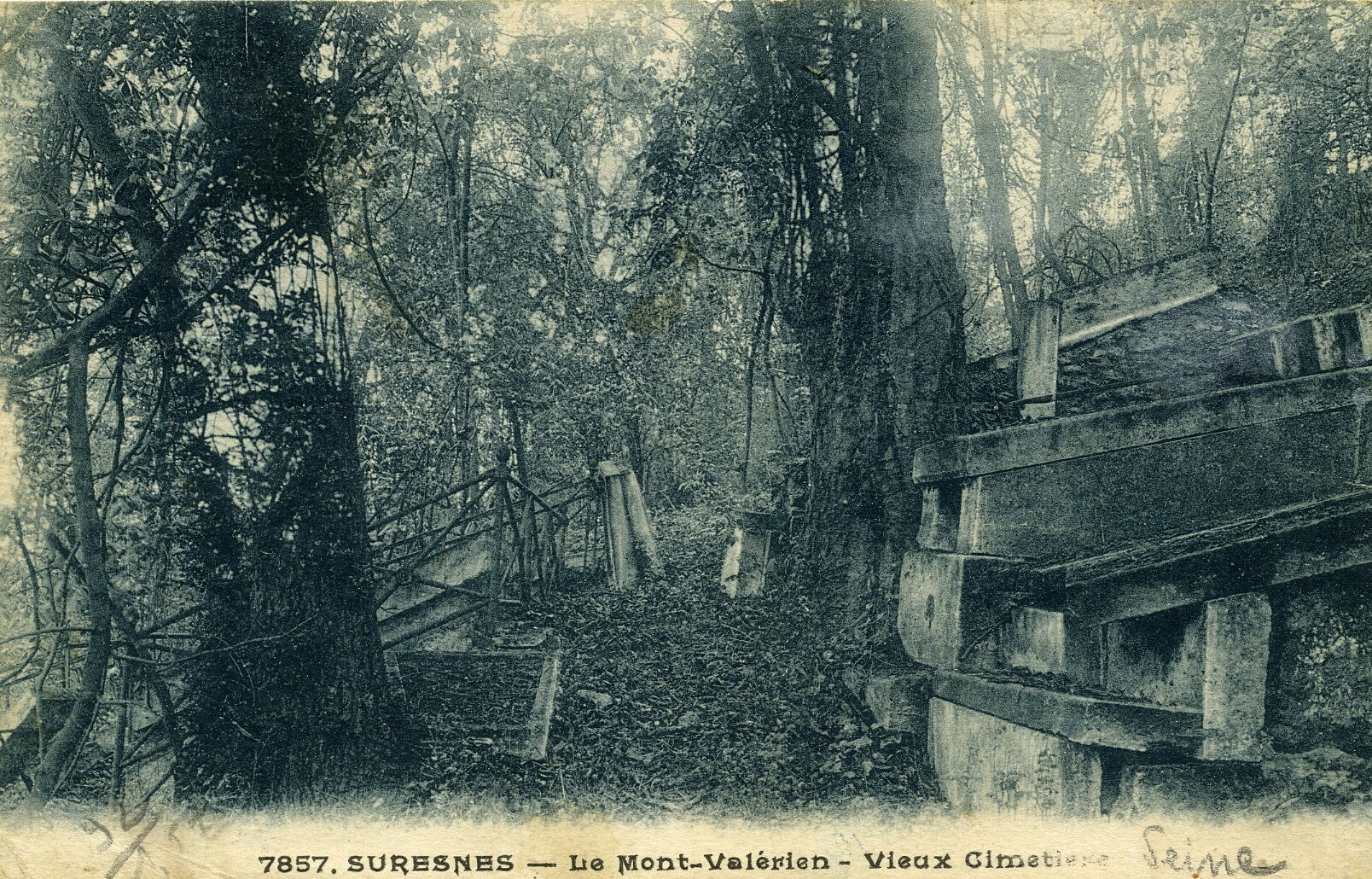
Tombes du cimetière dans les années 1920.

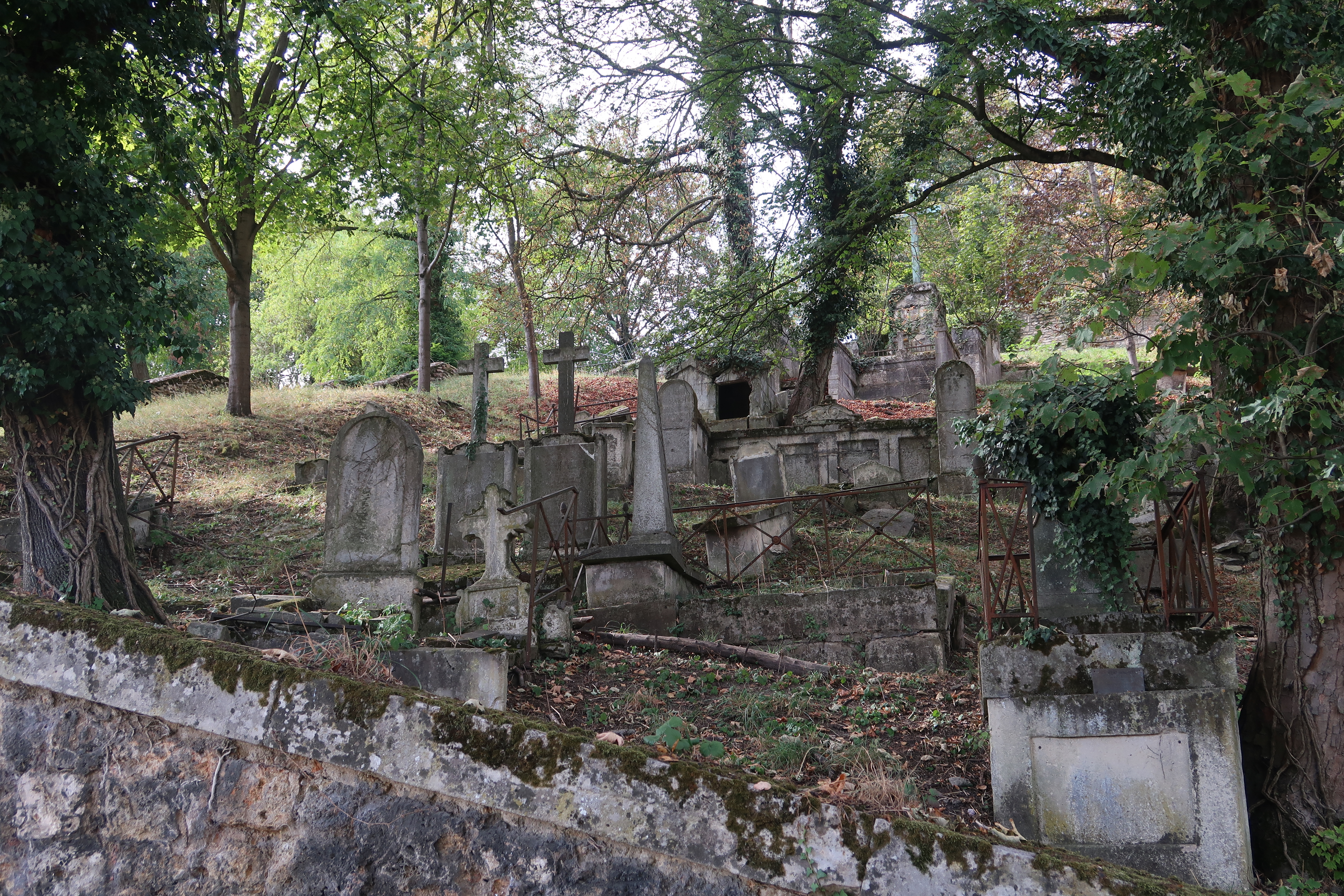
Tombes le long du côté droit de l'escalier des cent marches, dont on devine la rampe en pierre (en haut à gauche, derrière les deux jeunes arbres). Photo de 2018.

### Contexte géographique et religieux
Le mont Valérien est historiquement un lieu de culte, où un calvaire est érigé au XVIIe siècle. Outre les ermites, une intense activité de pèlerinage y a lieu (cf. « Histoire de Suresnes »). Sous l'Ancien régime, des corps sont déjà inhumés dans les chapelles du sanctuaire et, en 1742, un cimetière est créé dans le cloître des ermites, sur la pente du mont qui fait face à Puteaux : environ vingt moines et quelques laïcs y ont leur sépulture. Fermé et endommagé sous la Révolution, le calvaire est remanié sous le Premier Empire : en 1802 et en 1811-1813, une partie des bâtiments religieux est détruite. Cela conduit à transférer les corps qui y reposaient dans un nouveau cimetière, à gauche de l'escalier dit « des cent marches », érigé à partir de 1780 afin d'accéder au sommet du mont Valérien puis consolidé avec des pierres issues des ruines de l'abbaye royale de Longchamp (bois de Boulogne). Des religieuses de la Mère de Dieu, qui devaient gérer la maison d'éducation de la Légion d'honneur initialement prévue par Napoléon Ier sur le mont, y sont aussi enterrées.

### Création du cimetière
Le calvaire voit renaître sa vocation religieuse sous la Restauration, sous l'impulsion de l'abbé Charles de Forbin-Janson. Afin de financer la construction d'une nouvelle église, il décide de créer un cimetière, dont les concessions sont payantes pour les laïcs. Il y a donc désormais deux cimetières, délimités par l'escalier des cent marches : 
- à sa gauche se trouvent les tombes des ermites et des prêtres qui accueillent les pèlerins, en plus des cendres récupérées lors des travaux de destruction des années 1790-1800 : la sépulture d'Hubert Charpentier, créateur du calvaire en 1634, est ainsi exhumée en bon état. Aucune pierre tombale ne distingue les lieux d'inhumation, simplement des croix de bois, ce qui explique qu'il n'en reste de nos jours pas de traces en surface. C'est le cimetière du Midi-Notre-Dame-des-Sept-Douleurs[2] ;
- à sa droite sont placées des tombes de laïcs. Il s'agit essentiellement de membres de l'aristocratie qui souhaitaient être ensevelis à proximité du calvaire, malgré le prix élevé des concessions. Cette élite contre-révolutionnaire ne voulait en effet pas se faire enterrer dans les grands cimetières parisiens construits lors de la période napoléonienne, ouverts à tous, qu'importe l'origine sociale ou la religion[3],[4], comme les met en garde le Mémorial catholique en novembre 1824. C'est le cimetière Nord-Saint-Joseph, qui devient donc un haut lieu de sépulture de la Restauration, concurrençant le Père-Lachaise et le cimetière de Picpus[5] (ce dernier étant également prisé par les aristocrates, mais qui étaient restés en France durant la Révolution, alors que le cimetière du Mont-Valérien accueille plutôt des émigrés de cette période). Il présente de nos jours les derniers restes de tombes en surface[2].

### Abandon du cimetière
La révolution de 1830 remplace Charles X par Louis-Philippe Ier. L'abbé, soutien des légitimistes carlistes, est donc chassé du mont Valérien : le calvaire et le cimetière sont alors fermés, hormis pour les personnalités ayant déjà acheté leur concession (la dernière inhumation daterait du 2 février 1854). Abandonné durant une décennie, le mont perd définitivement sa vocation religieuse au début des années 1840, quand la forteresse du Mont-Valérien y est construite, rasant les restes du calvaire. Certaines des pierres tombales ont été abîmées ou détruites par les intempéries, quand d'autres ont été utilisées pour consolider le grand escalier. Une association a cependant pris l'initiative de restaurer quelques tombes et l'herbe autour est régulièrement coupée. Désormais situé dans une enceinte militaire, l'ancien cimetière est de ce fait fermé au public, hormis pendant les Journées européennes du patrimoine, où il est visible mais non visitable.

## Personnalités inhumées
230 personnes sont enterrées dans le « cimetière des laïcs » (dont une soixantaine de tombes sont encore debout, quoique délabrées), y compris les membres du haut clergé, qui ne sont donc pas avec les clercs réguliers de l'autre côté de l'escalier.

### Haut clergé
- Sébastien-Michel Amelot (1741-1829), évêque[2]
- Jean Baptiste de Beauvais (1731-1790), évêque et député[2]
- Étienne Antoine Boulogne (1747-1825), évêque[2],[6]
- Charles-André-Toussaint-Bruno de Ramond-Lalande (1761-1830), archevêque[2]

### Personnalités politiques et militaires
- Pierre-Vincent Benoist dit Benoist d'Angers (1758-1834), ministre et son épouse Marie-Guillemine Benoist, peintre (1768-1826)[2]
- Louis Aloÿs de Hohenlohe-Waldenbourg-Bartenstein (1765-1829), maréchal[2]
- Charles du Houx de Vioménil (1734-1827), maréchal[2]
- Gabriel Baptiste du Pac (1737-1829), député[2]

- Guillaume Marie du Pac de Bellegarde (1757-1830), amiral[2]
- Germain-Hyacinthe de Romance, marquis de Mesmon (1745-1831), officier et écrivain[7],[2]
- Pierre Villot de Fréville (1746-1831), député[2]

### Autres
- Félicité de Genlis (1746-1830), femme de lettres, initialement enterrée au mont Valérien puis au cimetière du Père-Lachaise[2]
- Anna Ivanovna Baryatinskaya Tolstoï (1774-1825), aristocrate russe[8]
- la marquise de la Tour du Pin, la comtesse de Reverseaux, la comtesse de Talleyrand, la comtesse du Plessis de Grenedan[8] ou encore Catherine de Bruce (morte en 1829, descendante de la famille royale d'Écosse)

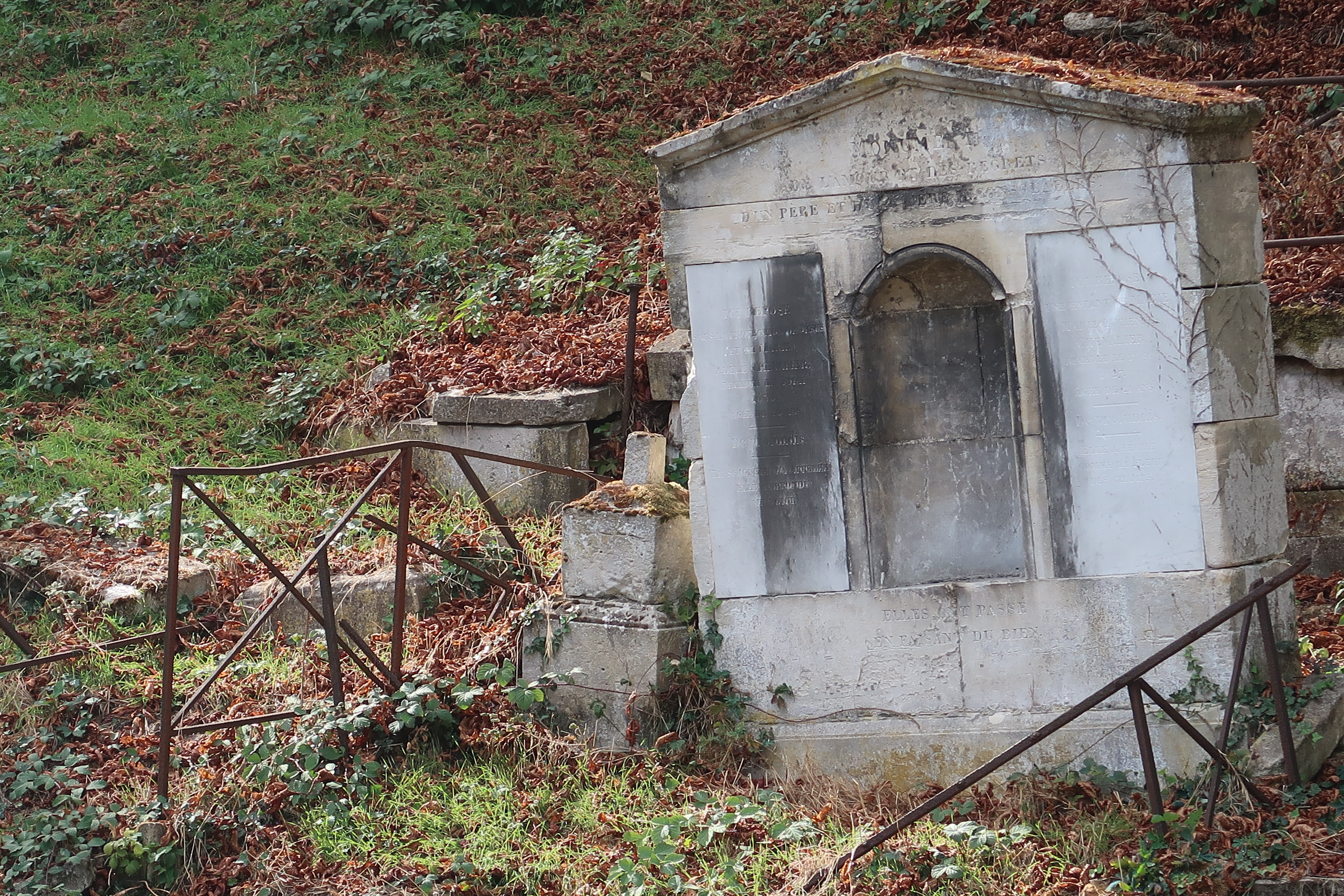
Détail de tombe.
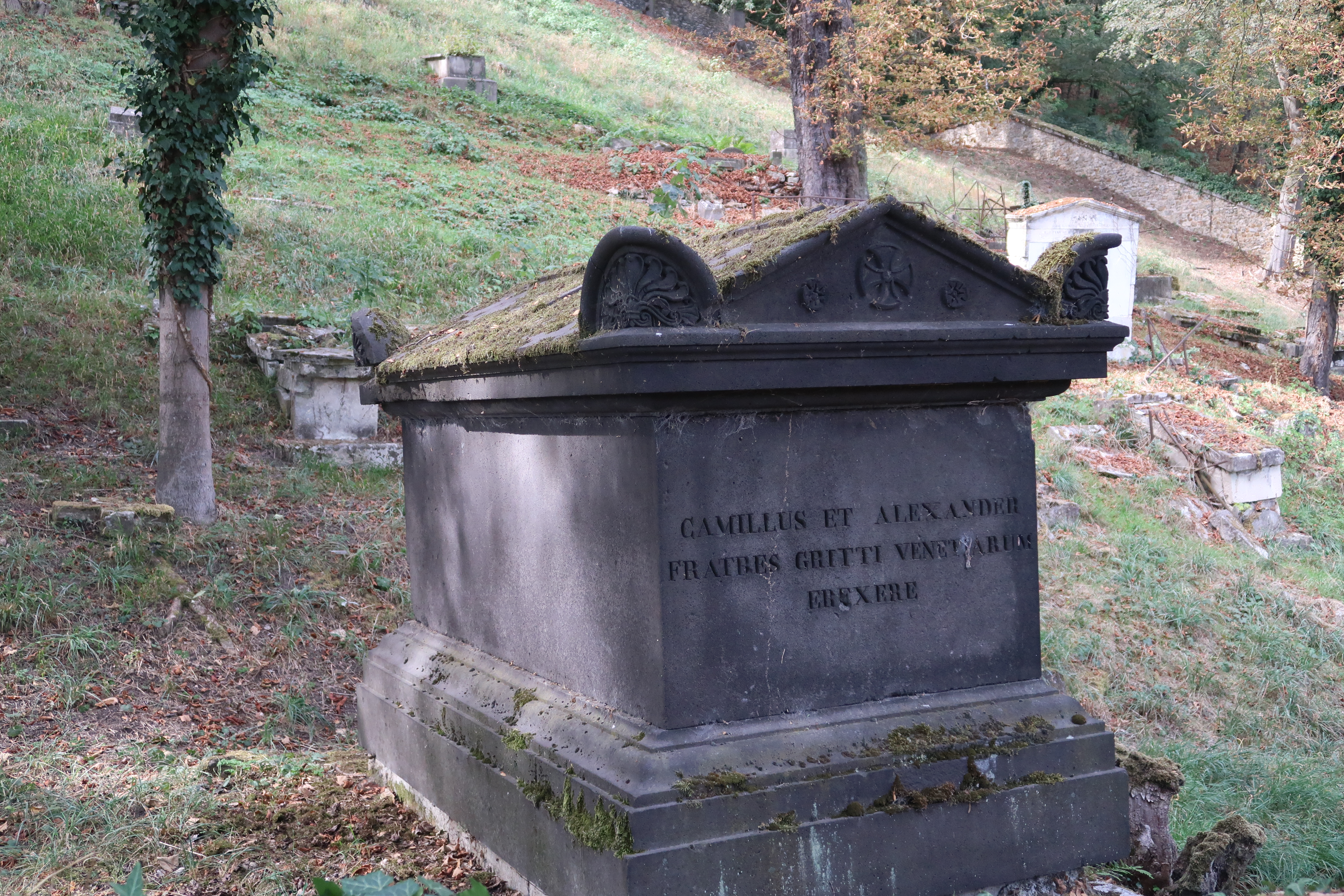
Détail de tombe.
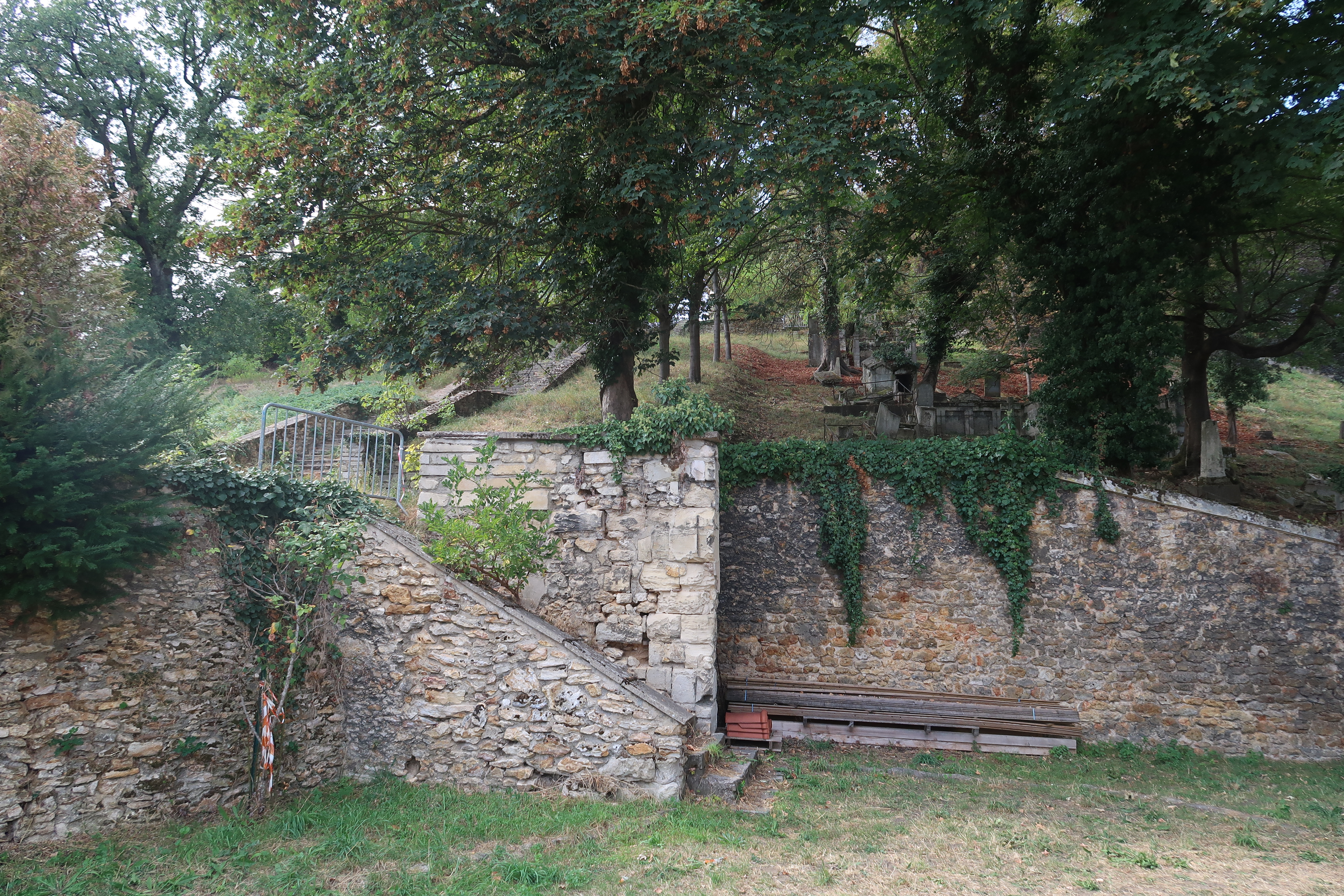
Escalier des cent marches, avec à gauche le cimetière des ermites (sans tombe apparente de nos jours) et à droite une partie des tombes du cimetière public.
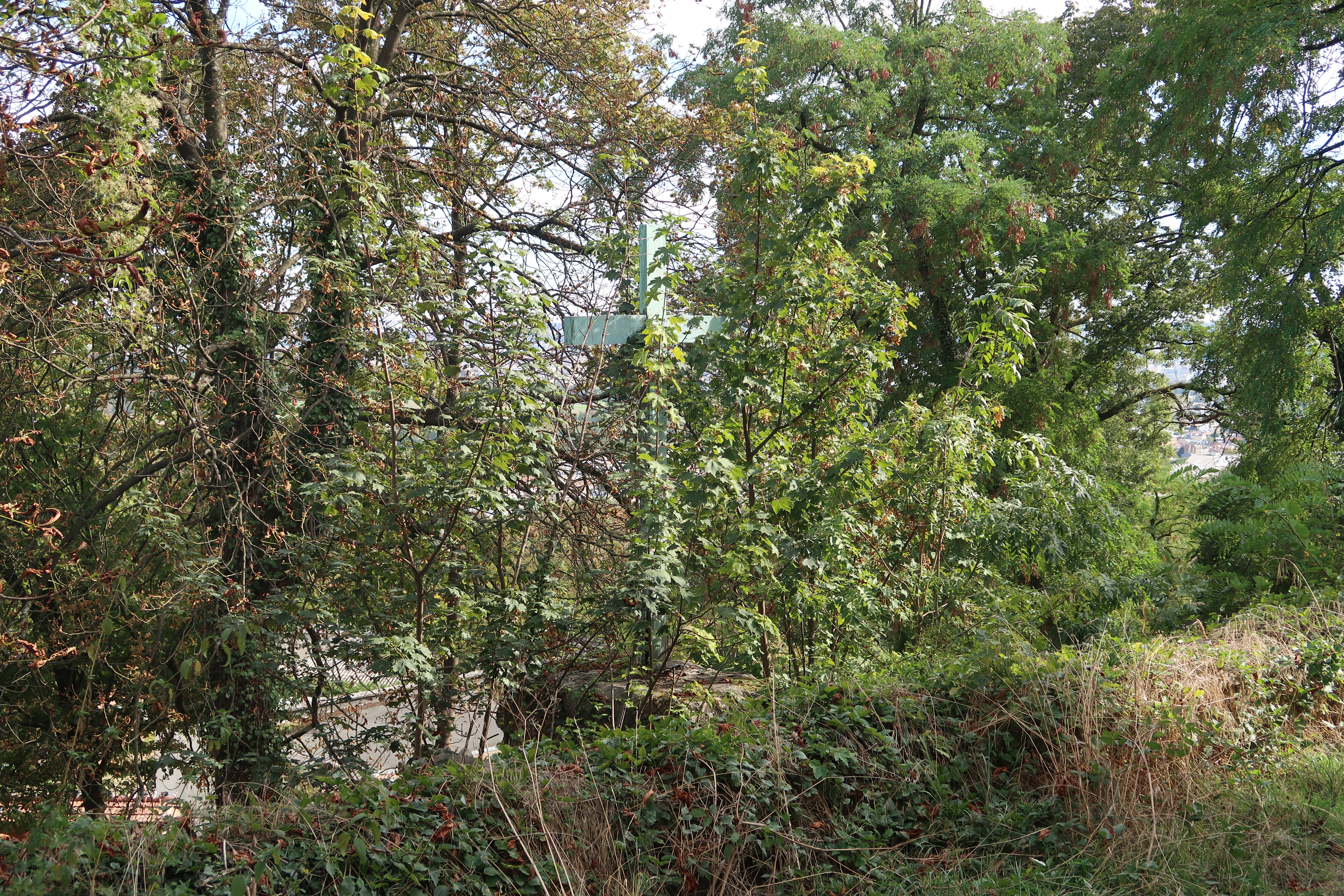
Croix au sommet de l'escalier (vue de derrière).

## Confusion
Ce cimetière ne doit pas être confondu avec le cimetière américain de Suresnes ni avec le cimetière-parc du Mont-Valérien de Nanterre (102, rue du Calvaire), également situés sur le mont. Ce dernier se trouve sur un versant opposé et est toujours actif de nos jours. Créé en 1968, il est aménagé par l'architecte Jean Darras, à l'emplacement du parvis de France, un hommage éphémère à la Résistance française (cf. l'article « fusillés du Mont Valérien ») ayant été élevé sous forme de calvaire par une association en 1944, qui finit par tomber en ruines. Les tombes se présentent sous la forme de simples dalles posées au sol.

## Pour approfondir

#### Centrée le cimetière
- Les Épitaphes de l'ancien cimetière du Mont-Valérien, recueillies par le vicomte de Hennezel d'Ormois paraît en 1905[9] (Paris, Champion).
- F. J. Fulgrand, Le mont Valérien : Son histoire religieuse, son histoire militaire, ses cimetières, 1918 (chapitres 1, 2 et 3)
- Un Relevé de quelques inscriptions trouvées sur les tombes, réalisé par le lieutenant Marcel Plessix vers 1908 a été publié en 1924[10].

#### L'abordant de façon annexe
- Octave Seron, Suresnes d'autrefois et d'aujourd'hui, Le Livre d'histoire (rééd. 2000), 1926
- René Sordes, Histoire de Suresnes : Des origines à 1945, Société historique de Suresnes, 1965
- Le patrimoine des communes des Hauts-de-Seine, Flohic éditions, 1994